# Johann Ziederer

Dudelsack von Johann Ziederer 1957

Dudelsack von Johann Ziederer nach 1930

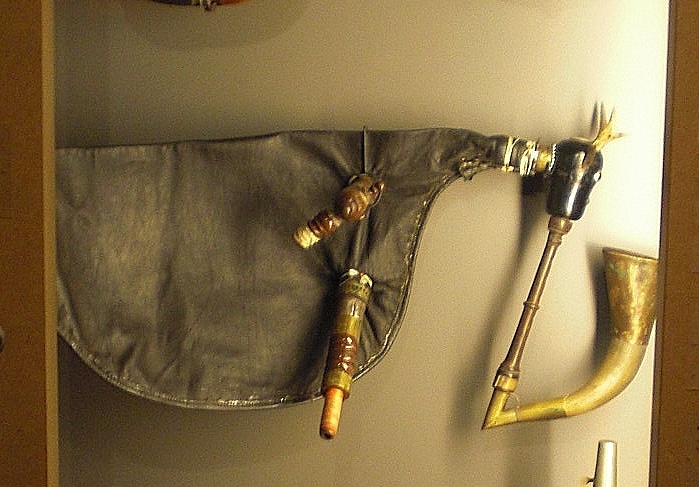
Dudelsack von Ziederer

Johann Ziederer (* 1875 in Eger; † 1963 in Schirnding) war ein deutsch-österreichischer Dudelsackbauer.

## Leben
Ziederer war zunächst als Heizer auf Dampflokomotiven tätig, bevor er 1931 im Ruhestand begann, im Egerland Dudelsäcke des Typs Egerländer Bock, der neben Klarinette und Kurzhalsgeige (Geighal) zur kleinen Egerländer Bauernmusik gehört, zu bauen.
Er schuf bis 1946 neunzig Dudelsäcke, nach der Vertreibung in seiner neuen Heimat Bayern weitere dreiundvierzig, unter anderem für die Dudelsackkapelle Weiden. Er war der letzte Egerländer Dudelsackbauer. Bis ins hohe Alter fertigte er Dudelsäcke an und spielte selbst öffentlich Dudelsack.
Erhaltene Exemplare seiner Instrumente befinden sich im Historischen Museum Regensburg, ein unvollständiges Exemplar im Museum Falkenau (Sokolov) und weitere im Oberhessischen Museum in Gießen, im Egerlandmuseum Marktredwitz sowie in einer Privatsammlung.
Die Spielpfeifen seiner Dudelsäcke verfügen über eine authentische Tonskala im Oktavbereich in der Stimmung F-Dur.